# Pyrenophora teres

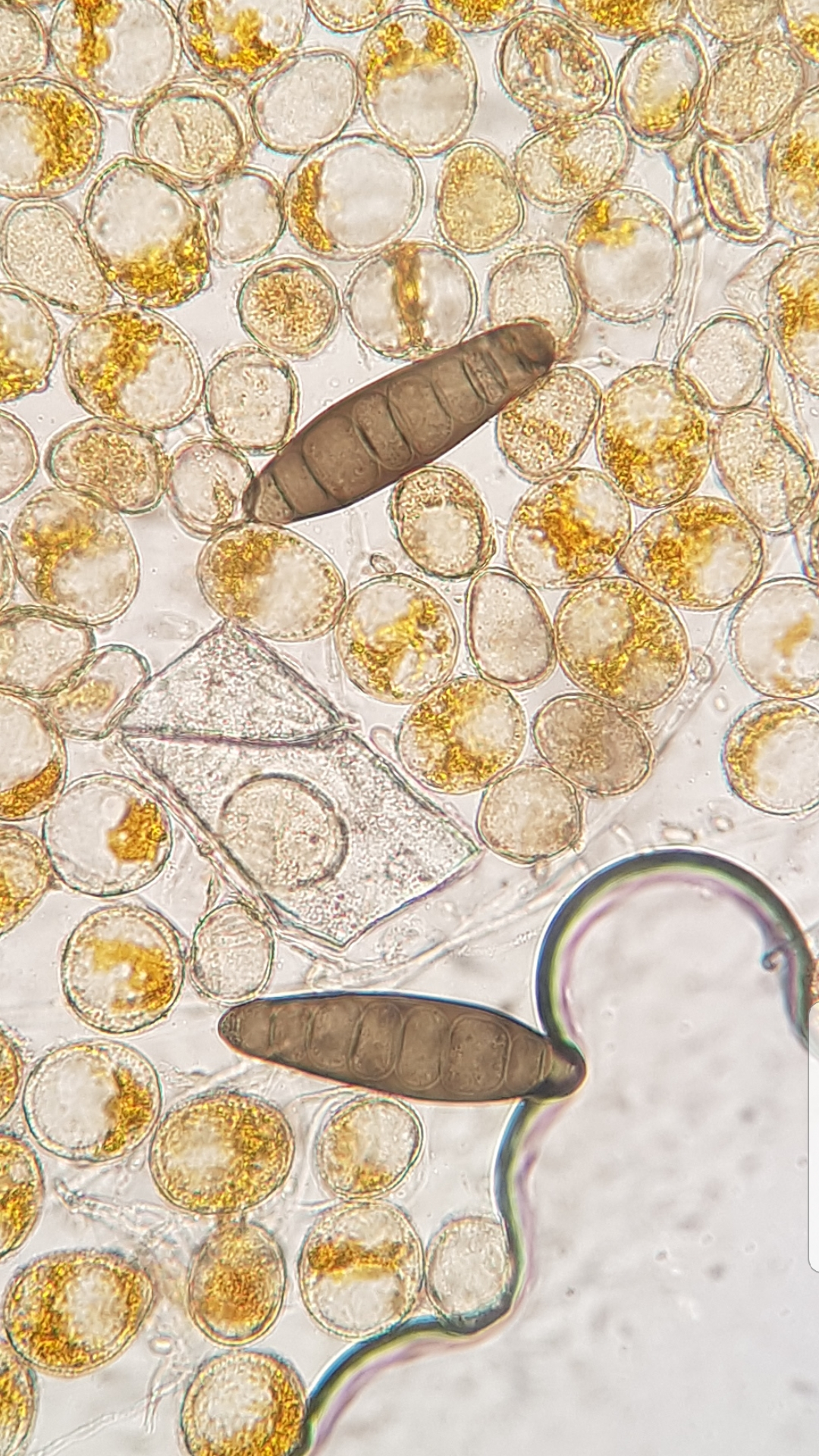
Konidier (de avlånga) av Pyrenophora teres

Pyrenophora teres är en svampart som beskrevs av Drechsler 1923. Pyrenophora teres ingår i släktet Pyrenophora och familjen Pleosporaceae.   Inga underarter finns listade i Catalogue of Life. Pyrenophora teres är svampens perfekta stadium. Svampen är främst av betydelse för människan i den agrara sektorn. 
Svampens mikroskopiska imperfekta stadium, Drechslera teres  orsakar kornets bladfläcksjuka. Förutom korn angriper svampen även andra arter ur familjen Graminae. Kvickrot är måttligt mottaglig för svampen. Kornets bladfläcksjuka är en svampsjukdom som funnits i Sverige sedan 1800-talet. På senare tid har angreppen i kornbestånd minskat, troligtvis på grund av odling av mer motståndskraftiga sorter, dock finns inga helt resistenta sorter i Sveriges sortmaterial.

## Livscykel
Svampen överlever som mycel på smittade kärnor och som förökningsorgan på stubb- och halmrester. Den övervintrar även på höstkorn och spillplantor av vårkorn. Det är dock den utsädesburna smittan som är av störst betydelse i Sverige. Sporer som producerats på bladen smittade via primär infektion och de sporer som producerats av de övervintrande förökningsorganen sprids vidare och infekterar friska blad. Svampen gynnas av en kall vår med efterföljande perioder av regn och eller hög luftfuktighet under maj-juni. Kan sekundära angrepp observeras tidigt, är risken att svampen hinner med många sporgenerationer under säsongen. Sjukdomen förekommer årligen i södra och mellersta Sverige.

## Skadebild
Om smittan skett via kärnor syns de första symtomen hos groddplantan delvis som en brunaktig strimma på koleoptilen och delvis som ett primärt bladangrepp. Angreppet sker i första bladet och yttrar sig oftast i spetsen av bladet men kan också yttra sig vid bladslidan. Angreppet sprider sig sedan tills hela bladet är angripet och vissnar som resultat. På det vissnande bladet kan angreppet observeras som en brun strimma i mittnerven eller som mörka partier, ofta trådliknande. Det primära angreppet sprider sig sällan vidare till nästa blad, alltså ingen vidare systemisk spridning.
På det döda bladet produceras sedan sporer. Sporerna sprider sig vidare till friska blad i beståndet. Även de sporer som producerats av de övervintrande förökningsorganen sprids och infekterar friska blad. De sekundära angreppen yttrar sig som bruna bladfläckar eller strimmor, ofta med inslag av gult. Strimmorna kan vara flera centimeter långa och på dessa kan mörka strukturer observeras. Bildningen av bladfläckar från nya sporgenerationer gör att svampen kan sprida sig från blad till blad. Vid svåra angrepp kan större delen av bladmassan förstöras. Angrepp av kornets bladfläcksjuka inhiberar inte bildning av axet, däremot reduceras kärnstorleken. Detta kan vid tidiga angrepp leda till en skördeminskning på 10–20 procent.

## Åtgärder och bekämpning
Förebyggande åtgärder mot primärtangrepp av kornets bladfläcksjuka är att odla motståndskraftiga sorter, ha en god ogräsbekämpning genom att till exempel bekämpa kvickrot och plöja ner stubb- och halmrester i jorden. Utsädet kan även betas med kemiska eller biologiska preparat, eller värmebehandlas. Om spillplantor av korn finns bör även dessa bekämpas för att undvika spridning av svampen. Allt utsäde av korn bör analyseras för förekomst av svampen vid ett laboratorium för utsädeskontroll. En god växtföljd är viktig för att förhindra angrepp och spridning av svampen, två känsliga korngrödor bör ej odlas efter varandra. Direkta åtgärder mot sjukdomen är besprutning i växande gröda i bestånd med måttligt till medelstark smitta.
Sekundära angrepp av kornets bladfläcksjuka är svårt att stoppa. Skadan i ett smittat kornbestånd kan dock begränsas med en till två fungicidbehandlingar i stadium 30-32 enligt Zadoks skala.